# Cătălin Bălescu
Cătălin Bălescu (n. 6 ianuarie 1962, Brad, Hunedoara) este un artist plastic român, profesor universitar la departamentul Pictură al Universității Naționale de Arte din București, deținător al titlului universitar de Doctor în Arte Vizuale (artis doctor).

## Biografie
În perioada 1971-1980, Cătălin Bălescu a urmat cursurile Liceului de Artă, Deva, România, urmând ca între 1981 și 1986 să urmeze cursurile Universității Naționale de Arte din București, România. În anul 1990, a devenit membru al Uniunii Artiștilor Plastici din România. În același an, a obținut funcția de Asistent universitar la Universitatea Naționale de Arte din București, la clasele profesorilor Sorin Ilfoveanu, Florin Mitroi și Vasile Grigore, iar între anii 1990 și 2000 a fost Secretar științific al departamentului de pictură. În anul 1998, a devenit Lector universitar la Universitatea Naționale de Arte din București, Departamentul de pictură. Între anii 2000 și 2004 a fost Secretar știintific al Facultății de Arte Plastice din Universitatea Naționale de Arte din București. În 2003, a obținut titlul de doctor în arte vizuale cu teza Elemente de gramatică a imaginii vizuale artistice-Sintaxa imaginii, publicată la editura Printech, 2004 (ISBN 9737180909). Începând cu anul 2004 a devenit Secretar științific al Senatului Universității Naționale de Arte din București, precum și Director al centrului ARTLAB –Laborator pentru analiza și creația imaginii artistice CA 37-2004 CNCS Consiliul Național al Cercetării Științifice. Între 2005 și 2009 a fost conferențiar universitar, iar în anul 2009 a devenit profesor universitar. Începând din anul 2010, a fost coordonator de doctorat în cadrul IOSUD al Universității Naționale de Arte din București, iar în anul 2012 a devenit rectorul universității.
De-a lungul carierei, pe lângă lucrările de pictură, a publicat și article și cărți și a făcut grafică de carte. Opera sa a fost receptată pe larg în mediile culturale, inclusiv de istorici de artă precum Ruxandra Demetrescu sau Cristian-Robert Velescu.

## Opera

### Articole, cărți publicate
- Bălescu C. (2004) Elemente de gramatică a imaginii vizuale artistice-Sintaxa imaginii, Editura Printech, ISBN 9737180909
- Zhang S., Neagu D. and Balescu C. (2005) Refinement of Clustering Solutions using a Multi-Label Voting Algorithm for Neuro-Fuzzy Ensembles, Procs. First International Conference on Natural Computation ICNC2005 (Lipo Wang, Ke Chen, Yew S. Ong eds.) Changsha, China, 1300-1303, Springer-Verlag Lecture Notes in Computer Science LNCS3612, ISSN 3-540-28320-X
- Neagu D., Zhang S. and Balescu C. (2005) A Multi-Label Voting Algorithm for Neuro-Fuzzy Classifiers Ensembles applied for Visual Arts Data Mining, Procs. 5th International Conference on Intelligent Systems Design and Applications ISDA2005, Wroclaw, Poland -  (Halina Kwasnicka, Marcin Paprzycki eds.) 245-250, IEEE Computer Society   Press, ISSN 0-7695-2286-6
- S. Zhang, D. Neagu, C. Balescu (2005) Knowledge Representation for Visual Art Data Mining. 6th Informatics Workshop for Research Students, Univ. of Bradford, 23 March 2005, 198-202, ISBN 1-85143-220-5
- S. Zhang, D. Neagu, C. Balescu (2005) Visual Art Data Mining: Knowledge Representation and a Case Study. PREP 2005: the EPSRC Postgraduate Research Conf. in Electronics, Photonics, Communications and Networks, and ComputingScience at the University of Lancaster, 30th March - 1st April 2005, 295-296
- Bălescu C. (2018) „Pictura lui Gheorghe Pogan sau oglinda concavă întunecată”, Revista ARTA, 34-35, pp. 76-80

### Grafică de carte
- Sorin Ilfoveanu –Însemnări de atelier 1985-2009, vol I-VI (graphic design)
- Sorin Ilfoveanu - Atelier 1995 – 2010 (graphic design), editura UNARTE -ISBN 978– 606- 8296–00-5
- Moștenirea Kalinderu-La ruinurile unui muzeu (graphic design), editura UNARTE - ISBN 978 -973 -1922-52-2.
- Muzeul Universității Naționale de Arte din București, editura UNARTE - ISBN 978–973–1922–06-5, 2008 (director de proiect)

### Expoziții personale – selecție
- 1994 - Galeria Simeza București
- 1997 - Galeria Apollo, București
- 2000 - Galeria Simeza, București
- 2003 - Galeria Simeza, București
- 2006 - Galeria Apollo,  București
- 2016 - Studii pentru manierism - Muzeul de Artă, Timișoara
- 2018 - Manierismul ca stare - Muzeul de Artă, Craiova
- 2020 - Despre manierism - Fundația Ilfoveanu, Pitești
- 2022 - Proiecții manieriste - Muzeul Național de Artă Contemporană, , București

### Expoziții de grup – selecție
- 2009 – ZECE – Centrul Artelor Vizuale – București;
- 2010 – Secvențe de atelier II – Centrul Artelor Vizuale, București;
- 2011 – ….după Cremaster – Centrul Artelor Vizuale, București;
- 2011 – Treisprezece, Centrul Artelor Vizuale, București;
- 2011 – Expoziție de grup, Galeria UAP Iași;
- 2012 – Unsprezece+, Ianuarie, Centrul Artelor Vizuale, București;
- 2012 – Culture of Cosmos, expoziție de grup, Sala Parlamentului, București;
- 2012 – Arte în București, Centrul Artelor Vizuale, București;
- 2012 – UNARTE 012, expoziția Departamentului de pictură, Muzeul de Artă Cluj-Napoca;
- 2013 – VENATURE XXV, Aprilie, Centrul Artelor Vizuale, București;
- 2013 – Zece +, Mai, Centrul Artelor Vizuale, București;
- 2013 – Salonul de pictură, Centrul Artelor Vizuale, București;
- 2014 – Duplex București Timișoara, Galeria Calpe Timișoara;
- 2014 – UNARTE la 150 de ani, sălile Dalles, București;
- 2014 – Duplex, Centrul Artelor Vizuale, București;
- 2014 – Septembrie – NON HIC LIBRORUM – Muzeul de Artă, Constanța;
- 2014 – Septembrie – ARTE ÎN BUCUREȘTI – Centrul Artelor Vizuale, București;
- 2014 – Noiembrie- Salonul național de pictură – Galeria Simeza, București;
- 2014 – Noiembrie- Învățământul artistic bucureștean și arta românească după 1950” Muzeul Național de Artă Contemporană, București;
- 2015 – Noii îngeri ai dreptății- Începuturile picturii europene în ulei, București Galeria ASE, ISBN 978-973-87690-0-7, Editura UNARTE;
- 2015 – Pictură fără pictură – Galeria Atelier 030202, București;
- 2015 – Noiembrie – Salonul național de pictură- Centrul Artelor Vizuale, București;
- 2016 – Desen I- Centrul Artelor Vizuale, București;
- 2016 – Grup 33 Pictură Centrul Artelor Vizuale, București;
- 2016 – Salonul național de pictură, Galeria Orizont, București;
- 2016 – Salonul de pictură foarte mare, Teatrul Național, București;
- 2017 – Salonul national de pictură, Palatele Brâncovenești, Mogoșoaia;
- 2017 – Salonul de pictură foarte mică, Centrul Artelor Vizuale, București;
- 2017 – Salonul de pictură, Centrul Artelor Vizuale, București;
- 2017 – Winter Art, Centrul Artelor Vizuale, București;
- 2018 – Artiști din București, Muzeul de Artă, Galați;
- 2018 – Artiști din București, Galeria Uniunii Artiștilor Plastici, Brăila;
- 2018 – Grup 47 pictură, Centrul Artelor Vizuale, București;
- 2018 – Salonul Național de Artă Contemporană-Centenar 2018, Muzeul Național de Artă, București;
- 2020 – Grup 53 pictură, Centrul Artelor Vizuale, București;
- 2020 – Transformation from Gdansk to Bucharest, Muzeul Național de Artă, București;
- 2020 – Expoziție de grup – Galeriile Naționale de Artă FORMA-Deva;
- 2020 – Salonul de pictură, Centrul Artelor Vizuale, București;
- 2020 – Salonul Național de Artă Contemporană, Galeria S.E.N.A.T., București;
- 2020 – Laborator interior – Centrul Artelor Vizuale, București;
- 2022 – UNA today – Muzeul de Artă, Constanța;
- 2022 – S.N.A.C. – Centrul Artelor Vizuale, București;

### Expoziții internaționale – selecție
- 1989 – A 4-a Ediție a Festivalului Internațional de Miniatură, Galeria Del Bello, Toronto.
- 1990 – Expoziție Itinerantă; ISELP, Bruxelles, Galeria Botanique Bruxelles, Biblioteca Română, Paris;
- 1995 – Festivalul Internațional de Pictură – Cagnes sur Mer, Franța;
- 1995 – Centrul Cultural Român – Viena, Budapesta, Veneția;
- 1995 – Rhein Main Maritime Hotel – Darmstadt;
- 1997 – Bienala Internațională de Artă, Sharjah – UAE;
- 2000 – Yungersted & Brostrom Gallery – Copenhaga, Danemarca;
- 2001 – Bienala Internațională de desen și gravură,Taipei, Taiwan;
- 2012 – Trienala internațională de desen și gravură – ediția a III-a, Bangkok, Thailanda;
- 2014 – Galeria Fundației Maimeri, Milano;
- 2015 – Memory and Dream-6th,International Biennial Beijing, China;
- 2019 – Another East, Galeria RIVAA, New York;
- 2022 – Reunions of Artists – Galeriile Uniunii Artiștilor Plastici, Sofia, Bulgaria

### Premii și burse
- 1979 – Premiul I la Festivalul Liceelor de Artă – Timișoara, România;
- 1979 – Premiul I la Festivalul Liceelor de Artă – Sibiu, România;
- 1988 – Bursa Costin Petrescu oferită de UAP, România;
- 1993 – Bursă la Bath College of Higher Education Marea Britanie, Programul Tempus;
- 1997 – Bursa oferită de Institutul Italian de Cultură București; călătorie de studiu la Roma, Florența și Veneția;
- 2017 – Premiul Uniunii Artiștilor Plastici pentru pictură.

### Cataloage
- Catalogul Festivalului International de pictura Cagnes sur Mer, editia 27 Editat de Ministerul Culturii din Franța și UNESCO, 1995
- Catalogul The 10th International Biennial Print and Drawing Exhibition, Editat de Taipei Fine Arts Museum Council for Cultural Affairs Taiwan, Taipei, 2001
- CĂTĂLIN BĂLESCU, Pictură, Galeria Simeza -1994-2000-2004- editura UNARTE, București, 2007 ISBN 978-973-87493-9-9
- CĂTĂLIN BĂLESCU, Pictură GALERIA APOLLO- 2006- editura UNARTE, București, 2007, ISBN 978-97388507-4-3
- Catalogul Universității Naționale de Arte din București, editura UNARTE, București, 2006, ISBN 973-87493-0
- Catalogul Salonului Național de Artă 2006, editat de  Uniunii Artiștilor Plastici din România din România, finanțare AFCN, București, 2006,  ISBN 978-973-86483-8-6
- Catalogul UNARTE 011, Centrul Artelor Vizuale, Editura UNARTE, București, 2011, ISBN 978-606-8296-12-8
- Catalogul expoziției Treisprezece ,Centrul Artelor Vizuale, Editura UNARTE, București, 2011, ISBN 978-606-8296-08-1
- Catalogul UNARTE 012, Centrul Artelor Vizuale, Editura UNARTE, București, 2011, ISBN 978-606-8296-46-3
- Catalogul Arte în București ediția a II a’’,  Centrul Artelor Vizuale, Editura UNARTE, București, 2011, ISBN 978-606-8296-45-6
- Catalogul Arte în București ediția a III a,  Centrul Artelor Vizuale, Editura UNARTE, București, 2012, ISBN 978-606-8296-68-5
- Catalogul expoziției 11+ , Centrul Artelor Vizuale, Editura UNARTE, București, 2012, ISBN 978-606-8296-39-5
- Catalogul The 3rd Trienniale International Print and Drawing Exhibition, Editat de Art and Culture Office Bangkok-Thailanda, 2012
- Catalogul expoziției 10+ , Centrul Artelor Vizuale, Editura UNARTE, București, 2013, ISBN 978-606-8296-86-9
- “CĂTĂLIN BĂLESCU - Manierismul ca stare,  Muzeul de Artă Craiova”, Editura UNARTE, 2018, ISBN 978-606-720-104-8
- “CĂTĂLIN BĂLESCU - Proiecții manieriste, Muzeul Național de Artă Contemporană” ,București,  Editura UNARTE, 2022, ISBN 978-606-720-160-4